# Sainte-Colombe (Lot)
Sainte-Colombe – miejscowość i gmina we Francji, w regionie Oksytania, w departamencie Lot.
Według danych na rok 1990 gminę zamieszkiwało 207 osób, a gęstość zaludnienia wynosiła 18 osób/km² (wśród 3020 gmin regionu Midi-Pireneje Sainte-Colombe plasuje się na 856. miejscu pod względem liczby ludności, natomiast pod względem powierzchni na miejscu 981.).